# مرغ حق سوندا
مرغ حق سوندا (نام علمی: Otus lempiji) نام یک گونه از سرده مرغ حق است.